# Agonum quadrimaculatum
Agonum quadrimaculatum är en skalbaggsart som beskrevs av Horn. Agonum quadrimaculatum ingår i släktet Agonum och familjen jordlöpare. Inga underarter finns listade i Catalogue of Life.